# Crew Dragon Resilience
Crew Dragon Resilience (Dragon C207) — космічний апарат Crew Dragon, виготовлений компанією SpaceX і побудований відповідно до програми НАСА Commercial Crew Program (CCP). Він був пристикований на орбіті до Міжнародної космічної станції (МКС) в рамках місії SpaceX Crew-1, доставляючи чотирьох додаткових членів експедиції МКС-64 до тих трьох, які вже перебували на станції. Запуск відбувся 16 листопада о 00:27 UTC. За командою екіпажу Resilience автономно зістикувався зі станцією о 04:01 за всесвітнім координованим часом на другий день місії (17 листопада 2020 року), що ознаменувала собою перший робочий пілотований політ корабля Crew Dragon і розпочала комерційну програму пілотованих польотів.
2 травня 2021 року екіпаж повернувся на Землю.

## Історія
Спочатку планувалося, що Crew Dragon C207 буде здійснювати польоти після місії SpaceX Crew-1, але після того, як капсула C201, призначена для повторного польоту в рамках Crew Dragon In-Flight Abort Test (випробування на переривання в польоті) була знищена вогнем під час статичного випробування, C207 замінила її для польоту Crew-1. Послідовність заміни апаратів була такою: космічний корабель C205, призначений для використання місією Demo-2, замінив зруйнований космічний корабель. C206, призначений для використання місією Crew-1, був перепризначений на місію Demo-2, а C207 був перепризначений для польоту місії Crew-1.
1 травня 2020 року компанія SpaceX повідомила, що корабель C207 ще знаходився у виробництві і паралельно тривають навчання астронавтів. Crew Dragon C207 прибув на виробничі потужності компанії SpaceX у Флориді 18 серпня 2020 року.
На пресконференції НАСА 29 вересня 2020 року командир Майкл Гопкінс сказав, що C207 буде мати назву Resilience (укр. Стійкість).
 Багажна частина корабля була приєднана і закріплена до капсули 2 жовтня 2020 року на мисі Канаверал.
Resilience був уперше запущений 16 листопада 2020 року (UTC) з ракетою-носієм Falcon 9 зі спускового майданчика LC-39A Космічного центру імені Кеннеді. Екіпажем корабля були учасники шестимісячної місії на МКС — американці Майкл Гопкінс (командир), Віктор Гловер і Шеннон Вокер, а також представник Агентства аерокосмічних досліджень Японії астронавт Ногуті Соїті.

## Польоти
| Місія         | Нашивка | Дата запуску (UTC)          | Дата приземлення (UTC)      | Екіпаж                                                                | Тривалість      | Примітки | Результат          |
| ------------- | ------- | --------------------------- | --------------------------- | --------------------------------------------------------------------- | --------------- | --- | ------------------ |
| Crew-1        |         | 16 листопада 2020, 00:27:17 | 2 травня 2021, 06:56:33 UTC | - Майкл Гопкінс - Віктор Гловер - Ногуті Соїті - Шеннон Вокер         | 167 днів        | Тривала місія. Resilience переправляв чотирьох членів екіпажу МКС-64/65 на станцію. Знаменує собою перший робочий пілотований політ корабля Crew Dragon і початок комерційної програми пілотованих польотів.                                                                                          | Успішно завершений |
| Inspiration4  |         | 15 вересня 2021             | 19 вересня 2021             | - Джаред Айзекман - Гейлі Арсено - Сіан Проктор - Кристофер Семброскі | «декілька днів» | Місія космічного туризму, оплачена бізнесменом Джаредом Айзекманом з метою зібрати кошти для дитячої дослідницької лікарні ім. Св. Юди міста Мемфіс, штат Теннессі. Має стати першою повністю цивільною космічною місією.                                                                             | Успішно завершений |
| Crew-3        |         | 7 листопада 2021            |                             | - Раджа Чарі - Томас Маршберн - Маттіас Мауер - Кейла Беррон          | шість місяців   | Операційна місія в рамках програми комерційних пілотованих польотів |                    |
| Axiom Space-1 |         | Січень 2022                 |                             | - Міхель Лопез-Алеґріа - Ейтан Стіббе - Ларрі Коннор - Марк Петі      | 10 днів         | Політ законтрактований компанією Axiom Space. Перший повністю приватний політ на МКС, пілотований Міхелєм Лопез-Алеґріа в якості професійного астронавта від Axiom. Ейтан Стіббе проведе навчальні експерименти в рамках 10-денної подорожі. Ларрі Коннор і Марк Петі очолюють інвестиційні компанії. |                    |